# Industrijsko oblikovanje
Industrijsko oblikovanje združuje kombinacijo projektiranja, umetnosti in znanosti, s tem pa namerava izboljšati estetiko, ergonomijo in uporabnost izdelka, lahko pa tudi njegovo prodajo in proizvodnjo. Vloga inženirja industrijskega oblikovanja je ta, da pripravi in tudi izvrši določene rešitve za probleme oblike izdelka, uporabnosti, fizikalne ergonomije, marketinga in prodaje.
Prva uporaba izraza "industrijsko oblikovanje" se pogosto pripisuje inženirju oblikovanja Josephu Claudu Sinelu iz leta 1919, čeprav je sam to zanikal. Za prvega svetovnega industrijskega oblikovalca pa velja Christopher Dresser. Podjetje Deutscher Werkbund (predhodnik Bauhaus-a), ustanovljeno leta 1907, je bilo državno sponzorirano, s prizadevanjem, da vključijo tradicionalne obrti in masovno proizvodnjo serijskih izdelkov, s tem pa Nemčijo postavijo v konkurenčni položaj z ZDA in Anglijo.

## Definicija industrijskega oblikovanja

### Splošno
Cilj tega področja je preučevanje tako funkcije kot oblike; povezava med izdelkom, uporabnikom in okoljem – izdelek se prične ustvarjati kot na vseh drugih področjih arhitekture, pri čemer je edina razlika, da tukaj strokovnjaki sodelujejo v procesu in so specializirani za malo oblikovanje, ne pa tudi v drugih velikih projektih, kot so zgradbe ali ladje. Industrijski oblikovalci inženirji ne oblikujejo menjalnikov ali motorjev, ki omogočajo delovanje strojev ali  vezij, ki nadzorujejo krmiljenje in napajanje (to nalogo se po navadi pripiše strojnim ali elektrotehniškim inženirjem), vendar pa vseeno lahko vplivajo na tehnične vidike uporabnosti z zasnovo in obliko odnosov. Po navadi vsi partnerji kot so strokovnjaki, tržniki in inženirji skrbijo, da so potrebe, želje in pričakovanja izpolnjena.

### Podrobno
"Industrijsko oblikovanje (ID) je strokovna služba za ustvarjanje in razvoj koncepta ter specifikacij, ki optimizirajo funkcijo, vrednost, videz izdelkov in sistemov za obojestransko korist, tako za uporabnika kot za  proizvajalca." 
Oblikovanje samo je pogosto težko opisati ljudem, ki se ne ukvarjajo z oblikovanjem in inženiringom, saj pomen besede oblikovalska skupnost ni en izmed splošno poznanih izrazov. Namesto tega je definicija nastala kot posledica pridobivanja kritičnega okvirja za analizo in oblikovanje umentin. Ena od mnogih priznanih (vendar namerno nespecifičnih) opredelitev oblikovanja izvira iz oblikovalske šole Carnegie Mellon's School of Design: "Oblikovanje je proces vzeti nekaj iz svojega obstoječega stanja in premestiti na želeno stanje."  To velja za nove umetnine, katerih obstoječe stanje je nedefinirano, in že ustvarjenih umetnin, katerih stanje je potrebno izboljšati.
Glede na [Chartered Society of Designers je design sila, ki prinaša novosti in izkoristi ustvarjalnost. Okvir oblikovanja, znan kot Oblikovalsko Genetična Matrica, določa nabor kompetenc v štirih ključnih genih, da se definirajo za opredelitev dela oblikovalcev in sporočijo širši javnosti, kaj delajo. V okviru teh genov projektant kaže temeljne pristojnosti oblikovaleca, inženirja in kompetenc, ki določajo oblikovalca kot "industrijski inženir oblikovanja". To je običajno v okviru zagotavljanja inovacij v obliki tridimenzionalnih izdelekov, ki se proizvajajo v količini. Vendar opredelitev zajema tudi proizvode, ki so bili proizvedeni z uporabo industrijskega postopka.
Glede na ICSID (Mednarodni svet združenj industrijskega oblikovanja) je design ustvarjalna dejavnost, katere cilj je določiti večstranske lastnosti predmetov, procesov, storitev, njihovih sistemov in celotnega življenjskega cikla. Zato je oblikovanje osrednji dejavnik inovativne humanizacije tehnologij in ključni dejavnik kulturne in gospodarske izmenjave.
Bistveno je, da za proces in razvoj izdelka industrijsko projektiranje in inženiring  potekata hkrati. To se lahko naredi s pomočjo dveh metod. Najenostavnejša pot za industrijskega inženirskega oblikovalca je, da ima izobraževanje in/ali ozadje, ki zajemajo tako industrijsko oblikovanje in inženiring. Na žalost obstaja zelo malo izobraževalnih ustanov, ki zajemajo to izobraževalno ideologijo. Pregled konstruiranja industrijskega učnega načrta jasno kaže na to napako. Druga metoda, ki jo uporablja večina ameriških podjetij je, da zaposlujejo ali pogodbeno najamejo ljudi iz ločenih skupin, ki so osredotočene na svoje delo nekoliko bolj samostojno, z občasnimi sestanki, da se zagotovi in preveri, ali so cilji vsake ekipe izpolnjeni ali preseženi. Težava pri tem procesu je, da je včasih veliko neskladij, premalo izkušenj in nerazumevanje vseh skupin. Ta težava lahko včasih v procesu oblikovanja postane zelo zapletena in morda usodna za končni uspeh izdelka.

## Procesi oblikovanja
Čeprav lahko proces oblikovanja velja za "ustvarjalnost", zraven poteka tudi veliko analiz. Dejstvo je, da mnogi industrijski oblikovalci v svojem oblikovalnem procesu uporabljajo različne metode oblikovanja. Nekatere procese oblikovalci raziščejo oziroma naredijo sami, kot na primer skiciranje, primerjava izdelkov, izdelava modelov, prototipov in testiranja. Ti procesi najbolje definirajo samega oblikovalca in/ali ostale člane skupine. Inžinerji industrijskega oblikovanja se pogosto poslužujejo računalniško podprte 3D industrijske programske opreme in CAD programov, da nek koncept preide v proizvodnjo. Nekateri oblikovalci najprej naredijo prototip modela, ki ga nato CT skenirajo, da ugotovijo notranje napake, nato pa ustvarijo model za CAD. S tem procesom izdelave lahko proizvod modificiramo in naredimo boljšega. Latnosti izdelka, ki jih določi inženir industrijskega oblikovanja, lahko vključujejo skupno obliko, lego podrobnosti med seboj, barvo, teksture in vidike v zvezi z ergonomijo izdelka. Poleg tega lahko industrijski inženir oblikovanja določi vidike glede proizvodnega procesa, izbiro materialov in načina prikaza potrošniku oziroma uporabniku. Delo industrijskih inženirjev v procesu razvoja izdelka lahko pripelje do dodatnih vrednosti za izboljšano uporabnost, zmanjšanje proizvodnih stroškov in še večjo prodajo izdelkov. Vendar pa se nekateri klasični modeli štejejo za veliko umetniško delo kot del inženiringa. Kot taki so pogosto navedeni primeri: iPod, Jeep, steklenica Coca-Cole in VW Beetle. 
Industrijsko oblikovanje ima tudi poudarek na tehničnih konceptih izdelkov in procesov. Poleg estetike, uporabnosti in ergonomije pa lahko  obsega tudi inženiring  predmetov, umestiteve na trgu in drugih problemov, kot je "zapeljivost", psihologija, želje in čustvena navezanost uporabnika na izdelek. Te vrednote in spremljajoči vidiki, na katerih temelji model, se lahko razlikujejo, tako med različnimi mišljenji ter med oblikovalci.
Oblikovanje izdelkov in industrijsko oblikovanje se lahko prekrivajo na področju uporabniškega vmesnika oblikovanja, oblikovanja informacij in interakcij oblikovanja. Različne  šole industrijskega oblikovanja in/ali proizvodnje za izdelke se lahko specializirajo za enega od teh vidikov, od čisto likovnih umetnosti do mešanih programov inženiringa in oblikovanja, povezanih disciplin kot je zasnovanje, razstavljanje notranje opreme, do šol, kjer je estetika skoraj v celoti podrejena skrbi za funkcinalnost in ergonomijo uporabe (tako imenovana funkcionalna šola).

## Oblikovalske avtorske pravice
Pravice industrijskega oblikovanja so pravice intelektualne lastnine, ki omogočajo izključno vizualno oblikovanje objektov ter niso zgolj za uporabo. Oblikovanje patenta se prav tako uvršča v to kategorijo. Industrijsko oblikovanje je sestavljeno iz kreiranja oblike, konfiguracije oziroma sestave vzorca ali barve ali pa kombinacije vzorca in barve v tridimenzionalni obliki, ki vsebuje estetsko vrednost. V industrijskem oblikovanju je lahko vzorec v dvodimenzionalni ali tridimenzionalni obliki in je ena od teh uporabljena za izdelovanje izdelka, ki je lahko industrijsko izdelovanje ali obrtno izdelovanje. Po Haaškem sporazumu o mednarodnem depozitu modelov WIPO-določa sporazum o postopku za pridobitev mednarodne registrske dokumente. Vlagatelj lahko vloži dokument za en mednarodni depozit na WIPO ali v državni urad, v skupino držav, ki imajo sporazum. Oblika oziroma načrt bo potem zaščiten v državah, ki bodo navedene v pogodbi.

## Pomembni industrijski oblikovalci
Veliko industrijskih oblikovalcev je naredilo tako pomemben vpliv na kulturo in vsakdanje življenje, da so dosegli nivo pomembnosti in uglednosti, ki je bil večji od ugleda povprečnega oblikovalca. Alvar Aalto, znan kot arhitekt, je prav tako oblikoval veliko gospodinjskih pripomočkov, kot so stoli, pručke, svetilke, tecart in vaz. Raymond Loewy je bil plodovit ameriški oblikovalec, ki je odgovoren za logotip korporacije Kraljeva nemška školjka, originalni logo BP (ki se je uporabljal do leta 2000), parno lokomotivo PRR S1, Studebaker starlight, kakor tudi električne brivnike Schick, hladilnike Electrolux, kratkovalovni radio, francoske pečice Le Creuset in med vsemi drugimi stvarmi celo linijo modernega pohištva. Richard A. Teague, ki je večino svoje kariere preživel v Ameriškem motornem podjetju, je izumil koncept uporabe zamenljivih ploščic, da bi ustvaril široko množico različnih vozil z uporabo enakih žigosov. On je odgovoren za tako edinstvene avtomobilske modele kot so Pacer, Gremlin, Matador coupe, Jeep Cherokee in kompletno notranje oblikovanje Eagle Premier. Viktor Schreckengost je oblikoval kolesa, ki jih je izdelalo podjetje Murray bicycles za podjetje Murray and Sears, Roebuck in združbo. Z inženirjem Ray-jem Spillerjem je oblikoval prvi tovornjak z zunanjo obliko, ki se ji reče kabina preko motorja in se uporablja do današnjih dni. Schreckengost je prav tako odprl Clevelandski inštitut umetniške šole za industrijsko oblikovanje. Charles in Ray Eames sta najbolj slavna po njunem edinstvenem oblikovanju pohištva, kot npr. lesen stol Eames Louge in stol Eames Lounge.
Naslednji zgled je nemški industrijski oblikovalec Dieter Rams, ki je tesno povezan s podjetjem porabniških produktov Braun (kjer je delal do leta 1995) in s Funkcionalno šolo industrijskega oblikovanja. Slaven je po svojih »desetih načelih dobrega oblikovanja« ter oblikovanjem mnogih prepozavnih izdelkov pri Braunu. Bolj poznan iz nedavnih časov je Jonathan Ive, višji podpredsednik oblikovanja pri Applu. Smatrajo ga kot oblikovalca izdelkov za podjetje, ki ima močno filozofijo v estetiki. Med njegove oblikovane izdelke spadata tudi iPod in iPhone.